# Pedicularis dolichantha
Pedicularis dolichantha är en snyltrotsväxtart som beskrevs av Bonati. Pedicularis dolichantha ingår i släktet spiror, och familjen snyltrotsväxter. Inga underarter finns listade i Catalogue of Life.